# 1991 في العراق
فيما يلي قوائم الأحداث التي وقعت خلال عام 1991 في العراق.

## سياسة

### تعيين في المنصب
- 1 يناير – علي حسن المجيد وزارة الدفاع.
- 1 مارس – طه ياسين رمضان نائب رئيس جمهورية العراق.
- 16 سبتمبر – محمد حمزة الزبيدي رئيس وزراء العراق.

## مواليد

### يناير
- 1 يناير – حيدر رعد لاعب كرة قدم عراقي.
- 19 يناير – أحمد اياد لاعب كرة قدم عراقي.

### أبريل
- 22 أبريل – أحمد ياسين لاعب كرة قدم عراقي.

### مايو
- 10 مايو – ياسر قاسم لاعب كرة قدم عراقي.
- 18 مايو – جلال حسن لاعب كرة قدم عراقي.

### يونيو
- 17 يونيو – أمجد الصابوري مخرج أفلام عراقي.

### يوليو
- 1 يوليو – أنمار المباركي

### أكتوبر
- 5 أكتوبر – أمجد كلف لاعب كرة قدم عراقي.

### نوفمبر
- 30 نوفمبر – علي صادق بنوان

## وفيات
- أحمد فوزي (كاتب)، كاتب وصحفي عراقي.

### أغسطس
- 29 أغسطس – إبراهيم جلال (مواليد 1921) ممثل عراقي.